# Поречье (Сланцевский район)
Поречье — деревня в Старопольском сельском поселении Сланцевского района Ленинградской области.

## История
Впервые упоминается в писцовых книгах Шелонской пятины 1498 года, как деревня Поречье на Сумре в Сумерском погосте Новгородского уезда.
Деревня Поречье, состоящая из 31 крестьянского двора, а при ней мыза Поречье и водяная мельница, обозначены на карте Санкт-Петербургской губернии Ф. Ф. Шуберта 1834 года.

ПОРЕЧЬЕ — сельцо принадлежит господам Таировым, число жителей по ревизии: 100 м. п., 151 ж. п. (1838 год)

ПОРЕЧЬЕ — деревня госпожи Даманиевской, по просёлочной дороге, число дворов — 26, число душ — 93 м. п. (1856 год)

ПОРЕЧЬЕ — мыза владельческая при речке Малой Солуге, число дворов — 1, число жителей: 6 м. п., 11 ж. п.

ПОРЕЧЬЕ — деревня владельческая при речке Малой Солуге, число дворов — 28, число жителей: 68 м. п., 95 ж. п.; Мельница водяная. (1862 год) 

Сборник Центрального статистического комитета описывал её так:

ПОРЕЧЬЯ — деревня бывшая владельческая при речке Сомре, дворов — 36, жителей — 268; часовня, ярмарка 29 июня. (1885 год)

В XIX — начале XX века деревня административно относилась к Ложголовской волости 2-го земского участка 1-го стана Гдовского уезда Санкт-Петербургской губернии.
Согласно Памятной книжке Санкт-Петербургской губернии 1905 года деревня образовывала Поречское сельское общество.
С марта 1917 года деревня находилась в составе Ложголовской волости Гдовского уезда.

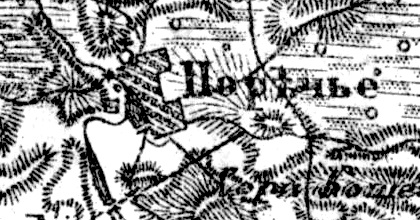
Деревня Поречье на карте 1919 года

Согласно карте Петроградской и Эстляндской губерний издания 1919 года в деревне находилась деревянная часовня.
С марта 1922 года, в составе Поречского сельсовета Кингисеппского уезда.
С августа 1927 года, в составе Осьминского района.
По данным 1933 года деревня Поречье являлась административным центром Поречского сельсовета Осьминского района, в который входили 10 населённых пунктов, деревни: Буряжка, Кошелевичи I, Кошелевичи II, Кошелевичи III, Овсище Большое, Овсище Малое, Подлесье, Поречье, Усадище, Чутка, общей численностью населения 1424 человека.
По данным 1936 года в состав Поречского сельсовета Осьминского района входили 9 населённых пунктов, 292 хозяйства и 8 колхозов, административным центром сельсовета была деревня Козья Гора.
Деревня была освобождена от немецко-фашистских оккупантов 1 февраля 1944 года.
С 1961 года, в составе Старопольского сельсовета Сланцевского района.
С 1963 года, в составе Кингисеппского района.
По состоянию на 1 августа 1965 года деревня Поречье входила в состав Поречского сельсовета Кингисеппского района, административным центром сельсовета являлась деревня Тарасова Гора. С ноября 1965 года, вновь в составе Сланцевского района. В 1965 году население деревни составляло 626 человек.
По данным 1973 года деревня Поречье являлась административным центром Поречского сельсовета.
По данным 1990 года деревня Поречье входила в состав Овсищенского сельсовета.
В 1997 году в деревне Поречье Овсищенской волости проживал 91 человек, в 2002 году — 95 человек (русские — 96 %).
В 2007 году в деревне Поречье Старопольского СП проживали 94 человека, в 2010 году — 80 человек.

## География
Деревня расположена в восточной части района на автодороге 41К-027 (Старополье — Осьмино).
Расстояние до административного центра поселения — 12 км. Расстояние до районного центра — 58 км.
Расстояние до ближайшей железнодорожной станции Веймарн — 83 км.
Деревня находится на правом берегу реки Самро.

## Демография
| 1862 | 2007 | 2010 | 2017 |
| ---- | ---- | ---- | ---- |
| 180  | ↘94  | ↘80  | ↘70  |